# Perros (Film)
Perros (span. für „Hunde“, auch El ladrón de perros, internationaler englischsprachiger Titel The Dog Thief für „Der Hundedieb“) ist ein Filmdrama von Vinko Tomičić Salinas. Der Film mit Alfredo Castro, Teresa Ruiz und Franklin Aro Huasco in den Hauptrollen ist eine Koproduktion von Chile, Frankreich, Mexiko, Bolivien, Italien und Ecuador und feierte im Juni 2024 beim Tribeca Film Festival seine Premiere. Ende August 2024 kam der Film in die chilenischen Kinos.

## Handlung
Martin arbeitet als Schuhputzer in der bolivianischen Hauptstadt La Paz. Der junge Mann lebt bei einer engen Freundin seiner verstorbenen Mutter in einem großen, alten Haus. Martin hat nur wenige Freunde. Einer seiner besten Kunden ist Señor Novoa, ein einsamer Hundefriseur. Um eine Belohnung zu bekommen, stiehlt Martin dessen Deutschen Schäferhund Astor, der für Señor Novoa wie ein Kind ist. Als Martin und Señor Novoa mehr Zeit miteinander verbringen, entwickelt sich zwischen den beiden eine ganz besondere Beziehung.

## Produktion

### Filmstab, Besetzung und Dreharbeiten

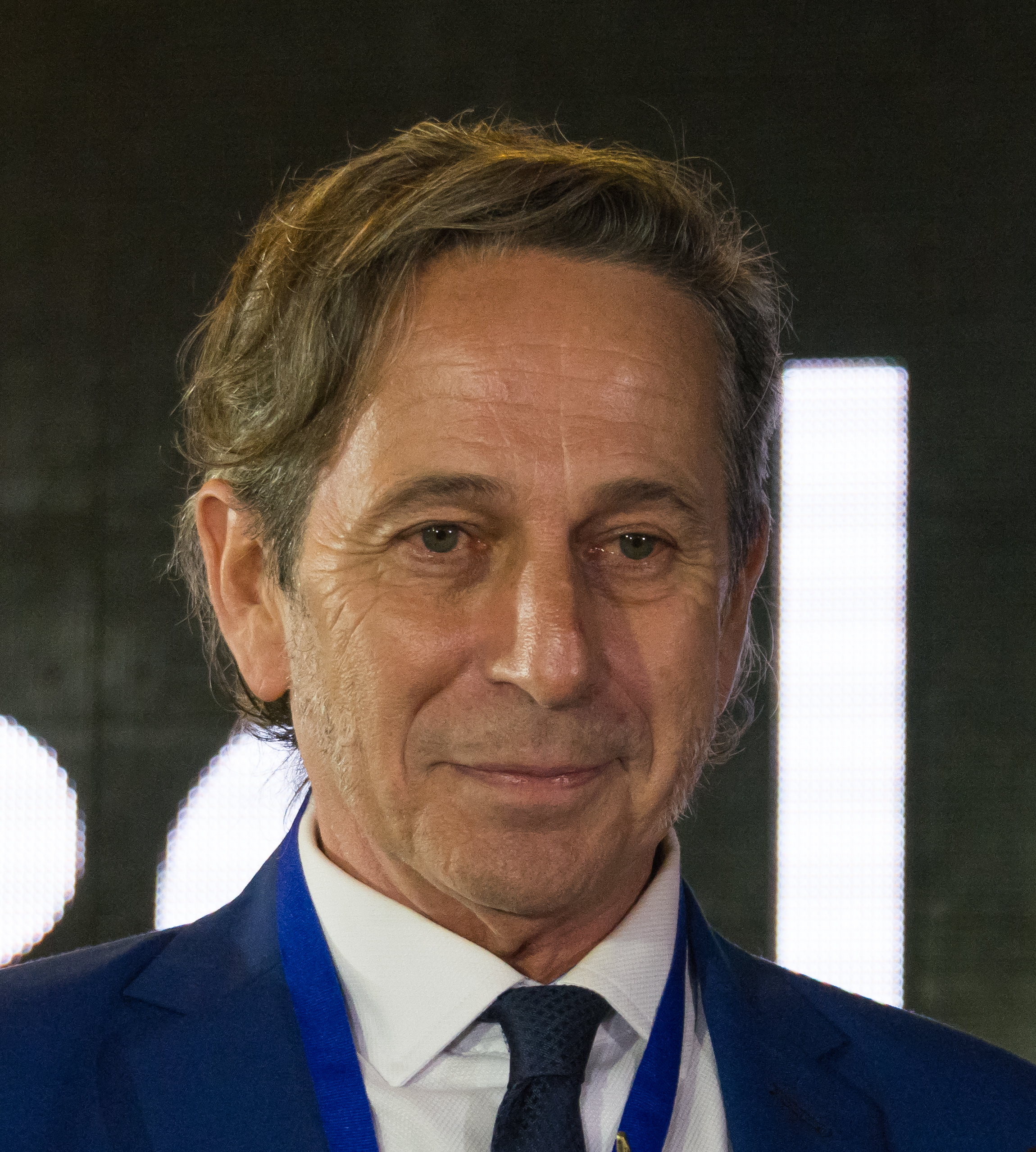
Alfredo Castro spielt Señor Novoa

Regie führte der Chilene Vinko Tomičić Salinas, der auch das Drehbuch schrieb. Es handelt sich nach El fumigador von 2016 um seinen zweiten Spielfilm. Bei diesem Film führte Salinas gemeinsam mit Francisco Hevia Regie. Zwei Jahre zuvor hatte er die Produktionsfirma Calamar Cine gegründet.
Sein Landsmann Alfredo Castro spielt Señor Novoa. Der aus Bolivien stammende Nachwuchsschauspieler Franklin Aro Huasco spielt den jungen Schuhputzer Martín. Die Mexikanerin Teresa Ruiz spielt Señorita Andrea. In weiteren Rollen sind María Luque, Julio César Altamirano und Ninón Dávalos zu sehen.
Die Dreharbeiten fanden in der bolivianischen Hauptstadt La Paz statt, wo der Film spielt. Kameramann Sergio Armstrong war zuletzt für die Filme El Club und Ema von Pablo Larraín und Caracas, eine Liebe und The Box von Lorenzo Vigas tätig.

### Filmmusik, Marketing und Veröffentlichung
Die Filmmusik komponierte der Franco-Lebanese Wissam Hojeij, der zuletzt für den Thriller Mi bestia von Camila Beltrán tätig war.
Die Premiere des Films fand am 6. Juni 2024 beim Tribeca Film Festival statt. Kurz zuvor wurde der erste Trailer vorgestellt. Ebenfalls im Juni 2024 wurde Perros beim Festival Internacional de Cine en Guadalajara gezeigt, wo Alfredo Castro mit dem Premio Mayahuel für sein Lebenswerk ausgezeichnet wurde und Nachwuchsschauspieler Franklin Aro Huasco eine lobende Erwähnung erhielt. Anfang Juli 2024 wurde Perros beim Filmfest München vorgestellt. Kurz zuvor wurde der erste internationale Trailer veröffentlicht. Am 29. August 2024 kam der Film in die chilenischen Kinos. Im November 2024 wurde er beim Braunschweig International Film Festival und beim Wiesbadener Exground Filmfest gezeigt. Im Januar 2025 wurde der Film beim Göteborg International Film Festival vorgestellt. Im April 2025 sind Vorstellungen beim Miami Film Festival geplant. Luxbox sicherte sich die internationalen Vertriebsrechte.

## Auszeichnungen
Filmfestival Málaga 2025
- Auszeichnung als Bester Spielfilm Iberoamerikas (Vinko Tomičić)[18]

Antalya Golden Orange Film Festival 2024
- Auszeichnung als Bester Schauspieler (Franklin Aro Huasco)[19]

Exground Filmfest 2024
- Nominierung im Internationalen Jugendfilm-Wettbewerb[20]

Festival Internacional de Cine en Guadalajara 2024
- Nominierung als Bester Film im Ibero-America Competition (Vinko Tomičić Salinas)
- Lobende Erwähnung (für den Nachwuchsschauspieler Franklin Aro Huasco)[21]

Filmfest München 2024
- Nominierung im Wettbewerb CineVision[22]

Miami Film Festival 2025
- Nominierung für den Marimbas Award[17]

Premios Platino del Cine Iberoamericano 2025
- Auszeichnung als Bestes Regiedebüt (Vinko Tomičić Salinas)[23]

Tribeca Film Festival 2024
- Nominierung im World Narrative Competition  (Vinko Tomičić Salinas)[1]